# Альбрехт фон Роон
Альбрехт Теодор Еміль фон Роон (нім. Albrecht Theodor Emil Graf von Roon; 30 квітня 1803, Плесьна, Священна Римська імперія — 23 лютого 1879, Берлін, Німецька імперія) — німецький військовий та державний діяч, генерал-фельдмаршал, міністр військових справ Прусського королівства та, протягом короткого проміжку часу, прем'єр-міністр держави. Разом із Отто фон Бісмарком та Гельмутом фон Мольтке вважається одним із батьків-засновників Німеччини.

## Біографія
З 2 вересня 1859 року обіймав посаду міністра з питань реорганізації армії, 5 грудня 1859 року призначений Військовим міністром Пруссії. На цій посаді залишався до 1873 року. З 16 квітня 1861 по 31 грудня 1871 року одночасно був Морським міністром Пруссії. 8 червня 1866 року підвищений до звання генерала від інфантерії.
Провів військові реформи, які різко підвищили боєздатність прусської армії (завдяки збільшенню чисельності армії, введенню трирічної дійсної служби, прискоренню мобілізаційних заходів тощо), які зіграли велику роль в перемогах Пруссії в війнах з Данією (1864), Австрією (1866) і Францією (1870—1871). Був дружний з королем Вільгельмом I, що дозволило впливати на внутрішню політику Пруссії. За його поданням Отто фон Бісмарк був призначений міністром-президентом Пруссії.

## Нагороди

### Прусське королівство
- Орден Святого Йоанна (Бранденбург)
  - почесний лицар (1848)
  - лицар справедливості (1858)
- Орден Червоного орла
  - 3-го класу з луком (1849)
  - великий хрест з мечами
    - великий хрест (16 листопада 1864)
    - мечі (1866)
- Орден Корони (Пруссія) 1-го класу на стрічці ордена Червоного орла з дубовим листям і мечами на кільці
  - орден (18 жовтня 1861)
  - стрічка, дубове листя і мечі (1865)
- Королівський орден дому Гогенцоллернів, великий командорський хрест із зіркою і мечами
  - хрест (1863)
  - зірка і мечі (22 березня 1871)
- Орден Чорного орла з ланцюгом і діамантами
  - орден (28 липня 1866)
  - ланцюг (1867)
  - діаманти (1873)
- Pour le Mérite (27 жовтня 1870)
- Залізний хрест 2-го і 1-го класу
- Хрест «За вислугу років» (Пруссія)

### Саксонське королівство
- Орден Альберта, великий хрест (1860)
- Орден Рутової корони (1870)

### Гессен-Дармштадтське ландграфство
- Орден Філіппа Великодушного, великий хрест (4 грудня 1860)
- Орден Людвіга, великий хрест (9 січня 1871)
- Хрест «За військові заслуги» (16 березня 1871)

### Австро-Угорщина
- Орден Леопольда, великий хрест (1861)
- Королівський угорський орден Святого Стефана, великий хрест (1872)

### Баварське королівство
- Орден «За заслуги» Баварської корони, великий хрест (1861)
- Орден «За військові заслуги», великий хрест

### Велике герцогство Баденське
- Орден Військових заслуг Карла Фрідріха, великий хрест (1867)
- Орден Вірності (Баден) (1871)
- Орден Церінгенського лева, великий хрест (1871)

### Вюртемберзьке королівство
- Орден Вюртемберзької корони, великий хрест (1868)
- Орден «За військові заслуги» (Вюртемберг), великий хрест (30 грудня 1870)

### Російська імперія
- Орден Святого Георгія 3-го ступеня (квітень 1873)
- Орден Святого Олександра Невського з алмазами
- Орден Святого Володимира 1-го ступеня з мечами

### Мекленбург
- Орден Вендської корони, великий хрест із золотою короною і мечами
- Хрест «За військові заслуги» 2-го класу (Мекленбург-Шверінське герцогство)
- Хрест «За заслуги у війні» (Велике герцогство Мекленбург-Стреліцьке)

### Інші країни
- Орден дому Саксен-Ернестіне, великий хрест (серпень 1860)
- Королівський гвельфський орден, великий хрест (Ганноверське королівство; 1860)
- Орден Леопольда I, велика стрічка (Бельгія; 7 лютого 1861)
- Орден Білого Сокола, великий хрест (Велике герцогство Саксен-Веймар-Айзенаське; 6 травня 1861)
- Орден Вільгельма (Гессен-Кассель), великий хрест (15 травня 1861)
- Орден Адольфа Нассау, великий хрест з мечами (Велике герцогство Люксембурзьке; липень 1861)
- Орден Альберта Ведмедя, великий хрест (Ангальтське герцогство; 20 грудня 1862)
- Орден Почесного легіону, великий хрест (Друга французька імперія; 9 вересня 1864)
- Орден Заслуг герцога Петра-Фрідріха-Людвіга, великий хрест із золотою короною і ланцюгом (Велике герцогство Ольденбурзьке; 16 червня 1869)
- Орден Генріха Лева, великий хрест (Брауншвейзьке герцогство)
- Медаль «За військові заслуги» (Ліппе)